# Montjay, Hautes-Alpes

Montjay este o comună în departamentul Hautes-Alpes, Franța. În 1 ianuarie 2022 avea o populație de 104 de locuitori.